# La Chapelle Rhénane
La Chapelle Rhénane es un grupo francés de cantantes e instrumentistas solistas de música barroca.

## Biografía
La Chapelle Rhénane, fundada en el año 2001 por el tenor Benoît Haller, es un grupo de cantantes e instrumentistas solistas. El equipo está dedicado a la reproducción de las grandes obras del repertorio vocal europeo, Heinrich Schütz, Johann Sebastian Bach, Samuel Capricornus y Dietrich Buxtehude. Su propósito es, a través del concierto y el disco, revelar la emoción, la humanidad y la modernidad para seducir a una amplia audiencia contemporánea. Al igual que las grandes cortes europeas de la época barroca que reclutaban a músicos de todo el continente, la Chapelle Rhénane goza de la posición privilegiada de Estrasburgo para atraer a músicos de todo el Viejo Continente.

## Discografía[3]
- 2004 – Heinrich Schütz: Symphoniæ Sacræ • extraits du deuxième Livre (1647)
- 2006 – Samuel Capricornus: Theatrum Musicum & Leçons de Ténèbres[4]
- 2006 – Heinrich Schütz: Magnificat[5] d'Uppsala[6] et autres œuvres sacrées
- 2007 – Heinrich Schütz: Histoire de la Résurrection & Musikalische Exequien
- 2008 – Dietrich Buxtehude: Membra Jesu Nostri[7]
- 2010 – Johann Sebastian Bach: Passio secundum Johannem
- 2012 – Heinrich Schütz: Psalmen Davids[8] • extraits du recueil de 1619
- 2013 – Georg Friedrich Händel: Messiah